# Chris Noth
Christopher David Noth (Madison, 13 novembre 1954) è un attore statunitense.
I ruoli per cui ha raggiunto la fama sono quelli del detective Mike Logan in Law & Order - I due volti della giustizia e di Mr. Big in Sex and the City, entrambe serie televisive di grande successo. Ha inoltre partecipato alla serie televisiva The Good Wife nel ruolo di Peter Florrick e alle miniserie televisive Giulio Cesare nel ruolo di Pompeo e Manhunt: Unabomber nel ruolo di Don Ackerman.

## Biografia
Nato nel Wisconsin, il padre, l'avvocato Charles James Noth Jr. morì quando Chris aveva dodici anni. La madre, Jeanne Parr, reporter della CBS, lo portava con sé durante i numerosi viaggi in Europa. Ha vissuto periodi in Spagna, altri in Slovenia o in Gran Bretagna fino a quando, finiti gli studi, decide di intraprendere la carriera nel mondo della recitazione. Si iscrive alla Yale School of Drama e da qui comincia a frequentare diversi ambienti, dalla televisione al palcoscenico del teatro fino poi ad esordire al cinema. A metà degli anni ottanta compare nella commedia Un poliziotto fuori di testa e compare inoltre in Baby Boom con Diane Keaton, in Vado a vivere a New York e in Jakarta, dove interpreta il protagonista. 
In ambito televisivo, si fa conoscere grazie ai numerosissimi film tv che lo vedono protagonista, è il 1990 quando viene scritturato nella serie Law & Order - I due volti della giustizia, dove interpreta il co-protagonista, il detective Mike Logan. Lascerà la serie dopo cinque stagioni. Riprenderà il ruolo di Mike Logan nel 1998, nel film televisivo Omicidio a Manhattan e nello spin-off Law & Order: Criminal Intent. Raggiunta la popolarità, si dedica completamente alla carriera televisiva, alternando l'impegno per la serie poliziesca che lo ha reso famoso a diversi film per la tv. 
Nel 1999 torna al cinema in diversi ruoli secondari come in Getting to Know You, The Confession e L'orecchio dei Whit. Nell'anno successivo, compare in Cast Away di Robert Zemeckis, Double Whammy di Tom DiCillo e nel thriller Prigione di vetro. Ma è sempre la televisione a dargli visibilità con un paio di episodi in Crossing Jordan ma soprattutto il ruolo di Mr. Big nella serie Sex and the City dove interpreta il fidanzato storico, tra un tira e molla perpetuo, della scrittrice in carriera Carrie Bradshaw, interpretata da Sarah Jessica Parker. Dopo il termine della serie, ha ripreso il ruolo nei film Sex and the City (2008) e Sex and the City 2 (2010). Nel 2004 ha una piccola parte nella commedia Mr. 3000 e nel 2005 in quella per teenager The Perfect Man con Hilary Duff.

## Vita privata
Dopo aver avuto una lunga relazione con la modella Beverly Johnson, ha sposato nel 2012 la compagna Tara Wilson dalla quale ha avuto due figli, Orion Christopher (2008) e Keats (2020). 

## Filmografia

### Cinema
- Waitress!, regia di Michael Herz e Lloyd Kaufman (1981)
- Smithereens, regia di Susan Seidelman (1982)
- Baby Boom, regia di Charles Shyer (1987)
- Jakarta, regia di Charles Kaufman (1988)
- Vado a vivere a New York (Naked in New York), regia di Daniel Algrant (1993)
- Burnzy's Last Call, regia di Michael De Avila (1995)
- The Deli, regia di John A. Gallagher (1997)
- Cold Around the Heart, regia di John Ridley (1997)
- The Broken Giant, regia di Estep Nagy (1998)
- The Confession, regia di David Hugh Jones (1998)
- Getting to Know You - Cominciando a conoscerti (Getting to Know You), regia di Lisanne Skyler (1999)
- L'orecchio dei Whit (A Texas Funeral), regia di W. Blake Herron (1999)
- Pigeonholed, regia di Michael Swanhaus (1999)
- The Acting Class, regia di Jill Hennessy e Elizabeth Holder (2000)
- Cast Away, regia di Robert Zemeckis (2000)
- Double Whammy, regia di Tom DiCillo (2001)
- Prigione di vetro (The Glass House), regia di Daniel Sackheim (2001)
- Searching for Paradise, regia di Myra Paci (2002)
- Mr. 3000, regia di Charles Stone III (2004)
- The Perfect Man, regia di Mark Rosman (2005)
- Sex and the City, regia di Michael Patrick King (2008)
- My One and Only, regia di Richard Loncraine (2009)
- Frame of Mind, regia di Carl T. Evans (2009)
- Sex and the City 2, regia di Michael Patrick King (2010)
- Frankie Go Boom, regia di Jordan Roberts (2012)
- Lovelace, regia di Rob Epstein e Jeffrey Friedman (2013)
- Elsa & Fred, regia di Michael Radford (2014)
- Cenerentola in passerella (After the Ball), regia di Sean Garrity (2015)
- Chronically Metropolitan, regia di Xavier Manrique (2016)
- White Girl, regia di Elizabeth Wood (2016)

### Televisione
- Destini (Another World) – serie TV (1985)
- Killer in the Mirror, regia di Frank De Felitta – film TV (1986)
- Hill Street giorno e notte (Hill Street Blues) – serie TV, 6 episodi (1986)
- Un poliziotto fuori di testa (Off Beat), regia di Michael Dinner – film TV (1986)
- Apology, regia di Robert Bierman – film TV (1986)
- At Mother's Request, regia di Michael Tuchner – film TV (1987)
- Conquisterò Manhattan (I'll Take Manhattan), regia di Douglas Hickox e Richard Michaels – miniserie TV (1987)
- Un uomo chiamato Falco (A Man Called Hawk) – serie TV, 2 episodi (1989)
- Monsters – serie TV, 1 episodio (1989)
- Law & Order - I due volti della giustizia (Law & Order) – serie TV, 111 episodi (1990-1995)
- Vittime innocenti (In the Shadows, Someone's Watching), regia di Richard Friedman – film TV (1993)
- Where Are My Children?, regia di George Kaczender – film TV (1994)
- Homicide (Homicide: Life on the Street) – serie TV, 1 episodio (1995) - non accreditato
- Nothing Lasts Forever, regia di Jack Bender – film TV (1995)
- L'amore di un padre (Abducted: A Father's Love), regia di Chuck Bowman – film TV (1996)
- Born Free: A New Adventure, regia di Tommy Lee Wallace – film TV (1996)
- Il tocco di un angelo (Touched by an Angel) – serie TV, 1 episodio (1997)
- Rough Riders, regia di John Milius – miniserie TV (1997)
- Progetto Medusa - minuti contati (Medusa's Child), regia di Larry Shaw – film TV (1997)
- Omicidio a Manhattan (Exiled), regia di Jean de Segonzac – film TV (1998)
- Sex and the City – serie TV, 41 episodi (1998-2004)
- Il giudice (The Judge), regia di Mick Garris – film TV (2001)
- Crossing Jordan – serie TV, 2 episodi (2001)
- Giulio Cesare (Julius Caesar), regia di Uli Edel – miniserie TV (2002)
- This Is Your Country, regia di Lawrence Jordan – film TV (2003)
- Bad Apple - La mela marcia (Bad Apple), regia di Adam Bernstein – film TV (2004)
- Law & Order: Criminal Intent – serie TV, 36 episodi (2005-2008)
- The Good Wife – serie TV, 101 episodi (2009-2016)
- Titanic - Nascita di una leggenda (Titanic: Blood and Steel) – miniserie TV, 6 puntate (2012)
- Tyrant – serie TV, 10 episodi (2016)
- Manhunt: Unabomber – miniserie TV, 7 episodi (2017)
- Gone – serie TV, 12 episodi (2017-2018)
- Doctor Who – serie TV, 1 episodio (2018)
- The Equalizer – serie TV, 10 episodi (2021-2022)
- And Just Like That... – serie TV, episodi 1x01-1x02 (2021)

## Doppiatori italiani
Nelle versioni in italiano delle opere in cui ha recitato, Chris Noth è stato doppiato da:
- Gino La Monica in Law & Order - I due volti della giustizia, Sex and the City (serie televisiva), Cast Away, Mr. 3000, Law & Order - Criminal Intent, Sex and the City (film 2008), My One and Only (ridoppiaggio), Sex and the City 2, The Good Wife, Titanic - Nascita di una leggenda, Lovelace, After the Ball - Cenerentola in passerella, Elsa & Fred, Tyrant, Manhunt: Unabomber, The Equalizer, And Just Like That...
- Antonio Palumbo ne Il tocco di un angelo
- Sergio Di Stefano in Crossing Jordan
- Vittorio De Angelis in Prigione di vetro
- Massimo Lodolo in Baby Boom
- Stefano De Sando in The Perfect Man
- Rodolfo Bianchi in Giulio Cesare
- Francesco Prando in L'amore di un padre
- Marco Pagani in My One and Only
- Natale Ciravolo in White Girl
- Franco Zucca in Gone
- Mario Cordova in Doctor Who